# Denkstraße
Die Denkstraße ist eine Straße in der oberösterreichischen Landeshauptstadt Linz. Sie befindet sich im statistischen Bezirk Kleinmünchen-Auwiesen. Die Straße hies ursprünglich inoffiziell Linzer Straße und wurde 1929 nach Robert Blum in Robert-Blum-Straße benannt. Nach den Februarkämpfen erhielt die Straße 1934 die Bezeichnung Denkstraße nach dem Pfarrer und Initiator des Kirchenneubaus der Pfarrkirche Kleinmünchen Josef Denk (1846–1916).

## Lage und Charakteristik
Die rund 800 Meter lange Straße zweigt von der Wiener Straße nach Westen ab und verläuft zunächst in westlicher, danach in südwestlicher Richtung etwa parallel zur Zeppelinstraße. Am Ende ihres Verlaufs vollzieht die Denkstraße eine langgezogene Kurve nach Süden und mündet in die Dauphinestraße ein. In Haus Denkstraße 16 befindet sich die Polizeiinspektion Kleinmünchen.

## Gebäude

### Nr. 12 Villenbau
Der zweigeschoßige Villenbau wurde 1928 von den Architekten Anton Estermann und Armin Sturmberger für Stadtrat Karl Steiger errichtet. Die Villa zeichnet sich durch expressionisrtische Formen und einem hohen pagodenartigen Walmdach aus. Weitere Akzente wurden durch polygonale Vorbauten im Erdgeschoß und profilierten Fensterpfeilern im Erd- und Obergeschoß gesetzt.

### Nr. 38 Wohnhaus
Das Wohnhaus aus der Gründerzeit besitzt eine einfache, symmetrische Fassade. Das Erdgeschoß wurde durch profilierte, gerohrte Fensterrahmungen akzentuiert, im Obergeschoß finden sich rosettengeschmückten Parapetfeldern über einem Kordongesims.

### Nr. 41 Wohnhaus
Das 1903 von Ferdinand Bachbaur für Johann Glas errichtete spätgründerzeitliche Wohnhaus besitzt eine schlichte, historistische Fassadengestaltung mit genutetem Erdgeschoß. Die Obergeschoßfenster wurden mit gerohrten Rahmungen, Sohlbänken und Parapetfeldern in Plattenform ausgeführt. 

### Nr. 42 Wohnhaus
Das einfache historistische Wohnhaus wurde 1899 von Baumeister Breinesberger für das Kaminkehrermeisterpaar Maria und Josef Felberbauer errichtet.

### Nr. 43 Eckhaus
Das Eckhaus zur Schickmayrstraße 1 errichtete M. Roithner zwischen 1899 und 1900 für Ignaz Wane. Das späthistporistische Eckhaus mit abgeschrägter Ecke weist eine genutete Erdgeschoßfassade auf und wurde im Obergeschoß durch genutete Lisenen gegliedert. Die Fensterrahmen sind zudem mit Masken und Voluten geschmückt.

### Nr. 49 Villenartiger Wohnbau
Das Gebäude wurde 1935 vom Bauunternehmen J. Müller & F. Paral für den Vorschußkassenverein für die Pfarrgemeinde Kleinmünchen errichtet. Der freistehende Wohnbau mit abgewalmten Satteldach weist um die Ecken gezogene Sohlbank- und Sturzgesimse auf, die Fenster werden durch Bogenfelder sowie Keilsteine am Kranzgesims geschmückt.

### Nr. 52 Kaufhaus Josef Schmid
siehe Dauphinestraße 54

### Nr. 53 Wohnhaus
siehe Zeppelinstraße 58